# Elsa Pumar
Elsa Pumar (* 20. Jahrhundert) ist eine uruguayische Schwimmerin.
Elsa Pumar stellte Anfang Juni 2006 bei den Föderalen Jugendmeisterschaften im Schwimmen ("Campeonato Federal Juvenil de Natación") mit einer Zeit von 28,28 Sekunden über 50 Meter Freistil einen neuen Uruguayischen Rekord auf. Meisterin wurde sie jeweils über 50 Meter und 100 Meter Freistil und im Schmetterling ebenfalls über diese beiden Distanzen. Sie nahm mit der uruguayischen Mannschaft an den Südamerikaspielen 2006 in Buenos Aires teil. Dort wurde sie mit einer geschwommenen Zeit von 1:05,04 Minuten Fünfte über 100 Meter Schmetterling. 2007, erneut Anfang Juni, brach die dem Campus de Maldonado zugehörige Schwimmerin abermals den Landesrekord über 50 Meter Freistil, als sie die Strecke beim Torneo Federal Juvenil im Club Biguá in 27,18 Sekunden zurücklegte. Allerdings führte der Uruguayische Schwimmverband Ende Oktober 2011 auf dieser Distanz Lucía Ramos mit einer am 25. März 2011 geschwommenen Zeit von 27,42 Sekunden als Landesrekordinhaberin. Wenig später gehörte Pumar auch bei den Panamerikanischen Spielen 2007 in Rio de Janeiro zum Aufgebot Uruguays. Im Oktober 2007 verbesserte sie im Rahmen des Campeonato Federal Juvenil de Natación im Club Olimpia in Montevideo abermals den Landesrekord über 50 Meter Freistil. Über 100 m Schmetterling und 100 m Freistil stellte sie zudem neue Rekorde in ihrer Alterskategorie auf. An anderer Stelle wird jedoch berichtet ein von ihr im Oktober 2007 aufgestellter Landesrekord über 50 Meter Schmetterling habe bis Ende August 2009 gehalten, als er von Antonella Scanavino mit einer Zeit von 28,73 Sekunden gebrochen wurde. 2012 ging sie für den Club Delfines bei der 20. Austragung der Copa Amena in Florida an den Start.